# Cory Murphy
Cory Murphy (* 13. Februar 1978 in Kanata, Ontario) ist ein ehemaliger kanadischer Eishockeyspieler, der im Verlauf seiner aktiven Karriere zwischen 1997 und 2018 unter anderem 91 Spiele für die Florida Panthers, Tampa Bay Lightning und New Jersey Devils in der National Hockey League (NHL) auf der Position des Verteidigers bestritten hat. Den Großteil seiner Karriere verbrachte Murphy jedoch in der finnischen SM-liiga, Schweizer Nationalliga A (NLA) und Svenska Hockeyligan (SHL). Mit der kanadischen Nationalmannschaft gewann er bei der Weltmeisterschaft 2007 die Goldmedaille.

## Karriere

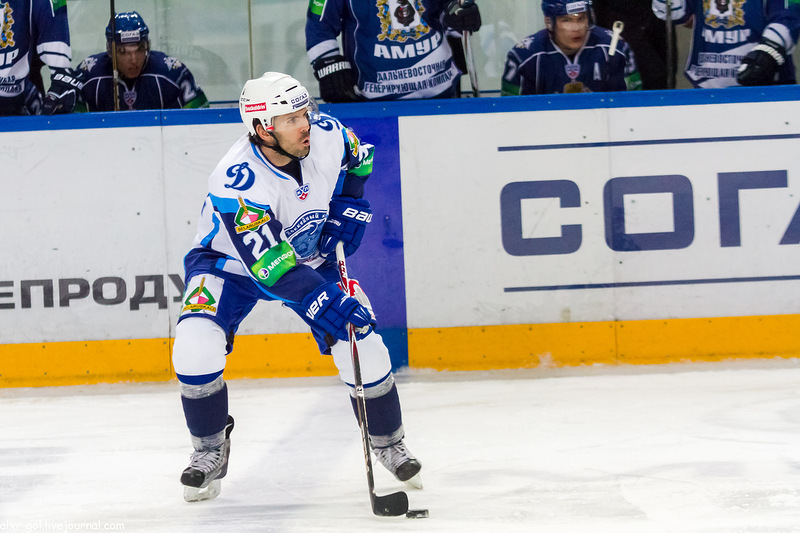
Murphy im Trikot des HK Dinamo Minsk (2012)

Cory Murphy begann seine Karriere als Eishockeyspieler in der Mannschaft der Colgate University, für die er von 1997 bis 2001 aktiv war. Anschließend wechselte der Kanadier in die finnische SM-liiga, wo er je zwei Spielzeiten lang für die Espoo Blues und Tampereen Ilves auflief. Nach einem einjährigen Engagement in der Schweizer Nationalliga A (NLA) bei Fribourg-Gottéron kehrte Murphy im Sommer 2006 nach Finnland zurück, wo er im folgenden Jahr für Helsingfors IFK spielte. Dort wurde er in der Saison 2006/07 als bester Verteidiger, bester Spieler der Hauptrunde und bester Spieler der gesamten Saison ausgezeichnet, woraufhin der Verteidiger, der nie zuvor gedraftet worden war, von den Florida Panthers aus der National Hockey League (NHL) unter Vertrag genommen wurde.
In der Saison 2007/08 –  seiner ersten Spielzeit in der NHL – erzielte Murphy 17 Scorerpunkte, darunter zwei Tore, in 47 Spielen für die Panthers, die ihn im Laufe der folgenden Saison über den Waiver an die Tampa Bay Lightning abgaben. Murphy kam zu 25 Einsätzen für die Lightning, schoss fünf Tore und erzielte 15 Punkte. Am 17. Juli 2009 unterschrieb er als Free Agent einen Vertrag bei den New Jersey Devils. In der folgenden Saison spielte er vorwiegend beim Farmteam Lowell Devils in der American Hockey League (AHL) und kam auch zu zwölf Spielen für die New Jersey Devils in der NHL.
Nach der Saison 2009/10 entschied sich Murphy, seine Karriere in der Schweiz bei den ZSC Lions fortzusetzen, wo er im Juni 2010 einen Vertrag über zwei Jahre Laufzeit unterschrieb. In der Saison 2012/13 stand der Kanadier beim belarussischen Klub HK Dinamo Minsk in der Kontinentalen Hockey-Liga (KHL) unter Vertrag, ehe er im Mai 2013 von den Växjö Lakers aus der Svenska Hockeyligan (SHL) verpflichtet wurde. Dort verbrachte der Abwehrspieler vier Jahre und gewann während dieser Zeit mit der Mannschaft im Frühjahr 2015 die schwedische Meisterschaft. Zur Saison 2017/18 wechselte Murphy zum Ligakonkurrenten Karlskrona HK. Nach der Spielzeit beendete der 30-Jährige seine aktive Karriere.

### International
Für Kanada nahm Murphy an der Weltmeisterschaft 2007 teil, bei der er mit seiner Mannschaft Weltmeister wurde. Zum Titelgewinn trug der Verteidiger in neun Turnierspielen sieben Scorerpunkte bei.

## Erfolge und Auszeichnungen
| - 2000 ECAC First All-Star Team - 2001 ECAC Second All-Star Team - 2007 Lasse-Oksanen-Trophäe | - 2007 Pekka-Rautakallio-Trophäe - 2007 Kultainen kypärä - 2015 Schwedischer Meister mit den Växjö Lakers |

### International
- 2007 Goldmedaille bei der Weltmeisterschaft

## Karrierestatistik

### International
Vertrat Kanada bei:
- Weltmeisterschaft 2007

(Legende zur Spielerstatistik: Sp oder GP = absolvierte Spiele; T oder G = erzielte Tore; V oder A = erzielte Assists; Pkt oder Pts = erzielte Scorerpunkte; SM oder PIM = erhaltene Strafminuten; +/− = Plus/Minus-Bilanz; PP = erzielte Überzahltore; SH = erzielte Unterzahltore; GW = erzielte Siegtore; 1 Play-downs/Relegation; Kursiv: Statistik nicht vollständig)